# ميغيل أنخل نادال
ميغيل أنخل نادال (بالإسبانية: Miguel Ángel Nadal)‏; (مواليد 28 يوليو 1966) هو لاعب كرة قدم إسباني معتزل ومدرب حالي. بدأ وأنهى مسيرته الكروية مع ريال مايوركا، لكنه حقق أكثر نجاحاته مع نادي برشلونة. من خلال 19 موسم احترافي، لعب نادال 492 مباراة (منها 462 في الدوري الإسباني). أجاد اللعب في مركزي الدفاع والوسط. خاض 62 مباراة دولية ودية مع منتخب بلاده حيث كان الظهور الأول له يوم 13 نوفمبر 1991 في مباراة بتصفيات كأس الأمم الأوروبية 1992 ضد تشيكوسلوفاكيا. وهو عم رافائيل نادل لاعب كرة المضرب

## روابط خارجية
- ميغيل أنخل نادال على موقع IMDb (الإنجليزية)
- ميغيل أنخل نادال على موقع الاتحاد الدولي (مؤرشف)  (الإنجليزية)
- ميغيل أنخل نادال على موقع الاتحاد الأوربي (الإنجليزية)
- ميغيل أنخل نادال على موقع قاعدة بيانات كرة القدم.إي يو (الإنجليزية)
- ميغيل أنخل نادال على موقع ناشيونال فوتبول تيمز (الإنجليزية)
- ميغيل أنخل نادال على موقع عالم كرة القدم.نت (الإنجليزية)